# Pistole vz. 24
Pistole vz. 24 byla československá standardní armádní pistole ráže 9 mm Browning, používaná v meziválečném období.

## Vznik a výroba
Po vzniku samostatného Československa byl dán požadavek na vyzbrojení armádních důstojníků pistolemi domácí produkce. V roce 1920 byla zakoupena licence od firmy Mauser a od roku 1922 se v brněnské Zbrojovce začala sériově vyrábět pistole vz. 22. Její sériovost však nebyla důsledná, objevovaly se závady a výroba přesahovala i kapacitní možnosti v Brně. Ministerstvo národní obrany proto našlo nového výrobce v Jihočeské zbrojovce ve Strakonicích, která řešila nejdříve technické postupy a zpracování, posléze i modernizaci pistole tak, aby vyhovovala potřebám armády a netrpěla závadami. V roce 1924 vznikl model vz. 24, který byl vyzkoušen, a v roce 1925 začala jeho sériová výroba.

## Použití
Pistole byla používána Československou armádou, Četnictvem, Finanční stráží a odbojem. Pistole vz. 24 se vyráběla do vzniku Protektorátu. Zabavené kusy byli zařazeny do Wehrmachtu jako Pistole 24(t). V roce 1940 prodáno 3285 souprav pistolí Finsku. 
Nejznámějším uživatelem byl štábní kapitán Václav Morávek (Tři králové).

## Varianty

### ČZ 27
Pro potřeby policie a četnictva vytvořil František Myška pistoli vz. 27, která vznikla upravením pistole vz. 24 na ráži 7,65 mm Browning (.32 ACP). Myška při konstrukci zcela odstranil uzamykání, díky čemuž mohla být prodloužena hlaveň o 10 mm. Díky absenci uzamykání hlavně mohl být zúžen profil závěru, který dostal ploché boky (pistole vz. 24 měla boky závěru kruhové). Pro výrobu pistole vz. 27 tak bylo díky shodnosti velké části dílů (kromě hlavně, závěru a jeho čela, zápalníku a hlavňové spojky) možné použít většinu součástek stejných pro pistoli vz. 24, což bylo ekonomicky výhodné.

### ČZ 24 DA
Konstrukčním řešením zásobníkové pojistky a dvoučinné spouště (tzv. revolverové spouště) vycházel konstruktér České zbrojovky František Myška ze svého patentu k prototypu pistole ČZ vz. 24 DA vybavené spoušťovým napínáním, vyvinutého v roce 1927 pro účast ve zkouškách na novou zbraň polské armády a jezdectva, zbrojovkou interně označovaný jako tzv. samonapínač.
Polsko nakonec zavedlo do výzbroje domácí pistoli Radom VIS 35.

### ČZ 28
I přes neúspěch pistole ČZ 24 i její DA varianty v tendru na polskou armádní pistoli, projevila prostřednictvím ministerstva financní polská strana zájem o československé pistole. Polské ministerstvo financí hledalo v roce 1928 vhodnou pistoli pro pohraniční stráž. Pro polskou pohraniční stráž tak vznikla pistole ČZ vz. 28 lišící se od standardního vz. 24 prodlouženou rukojetí se zásobníkem na devět nábojů a odnímatelnou dřevěnou pažbou, která zároveň sloužila jako pouzdro na zbraň.
Snaha České zbrojovky, a. s. ve Strakonicích uspět se samonabíjecími pistolemi na zahraničních trzích nebyla v meziválečném období příliš úspěšná. Jednu z příčin představovala vysoká nasycenost trhu a v řadě zemí musela továrna počítat s domácí konkurencí. Mezi lety 1928 a 1931 Česká zbrojovka dodala do Polska celkem 2549 kusů pistolí, přičemž pouze prvních 230 kusů s přídavnou pažbou.

### ČZ 29
Pro rozšíření možnosti expanze na zahraniční trhy vznikl v České zbrojovce prototyp pistole ČZ vzor 29. Jednalo se o zvětšenou pistoli vzor 24 překomorovanou na výkonný německý náboj 9 mm Parabellum. Přestože v současnosti je jedná o nejrozšířenější pistolový náboj, tak meziválečném Československu stál, vyjma vojenských testů ve dvacátých letech, mimo zájem ozbrojených sborů.
K prvním úvahám o konstrukci strakonické pistole v ráži 9 mm Parabellum přišel na podzim 1925 podnět ze strany bulharského ministerstva války, které zkoušelo pistole vz. 24 na podzim roku 1925. Zpráva bulharského ministerstva války ocenila spolehlivost československé pistole, ale náboj 9 mm Browning považovalo za málo výkonný oproti zavedenému náboji 9 mm Parabellum. Dalším potenciálním odběratelem pistolí vz. 24 měla být turecká armáda, které byly v roce 1925 zaslány pistole vz. 24, které byly nabízeny za cenu 535 až 525 Kčs za kus. Další návrh zaslala zbrojovka do Turecka v lednu 1927, stanovující cenu na 418 korun za kus. Ve stejné době zkoušela turecká armáda pistole Browning a Parabellum, která tak představovaly hlavní konkurenci československé pistole. Ve zkouškách se měla pistole ČZ vz. 24 umístit na druhém místě za pistolí Parabellum. Vzhledem k tomuto a také k předchozí zkušenosti s výsledkem testů v Bulharsku došlo vedení zbrojovky v roce 1928 k rozhodnutí vytvořit, po návštěvě devítičlenné turecké komise, vzorky pistolí ve výkonnější ráži 9 mm Parabellum označovaných jako ČZ vzor 29.
Kromě turecké armády projevilo o strakonickou pistoli zájem i turecké četnictvo a celní správa. V dubnu 1929 zaslala Česká zbrojovka do Turecka osm kusů vzorků pistolí vz. 29. K zavedené pistole v tureckých ozbrojených silách nedošlo a tak zkoušela zbrojovka pistoli i v jiných zemích: V březnu 1929 zaslala kromě pistolí vz. 24 a vz. 28 také jeden prototyp pistole vz. 29 vybavený nástavnou pažbou. Na jaře stejného roku putoval další prototyp pistole vz. 29 a 200 náboji do Siamu.
Pro neúspěch v zahraničí se pistole vz. 29 do sériové výroby nedostala a představovala pouze prototypovou záležitost. Dle informací na internetových stránkách VHÚ vyrobila Česká zbrojovka prokazatelně 12 exemplářů pistolí vz. 29.

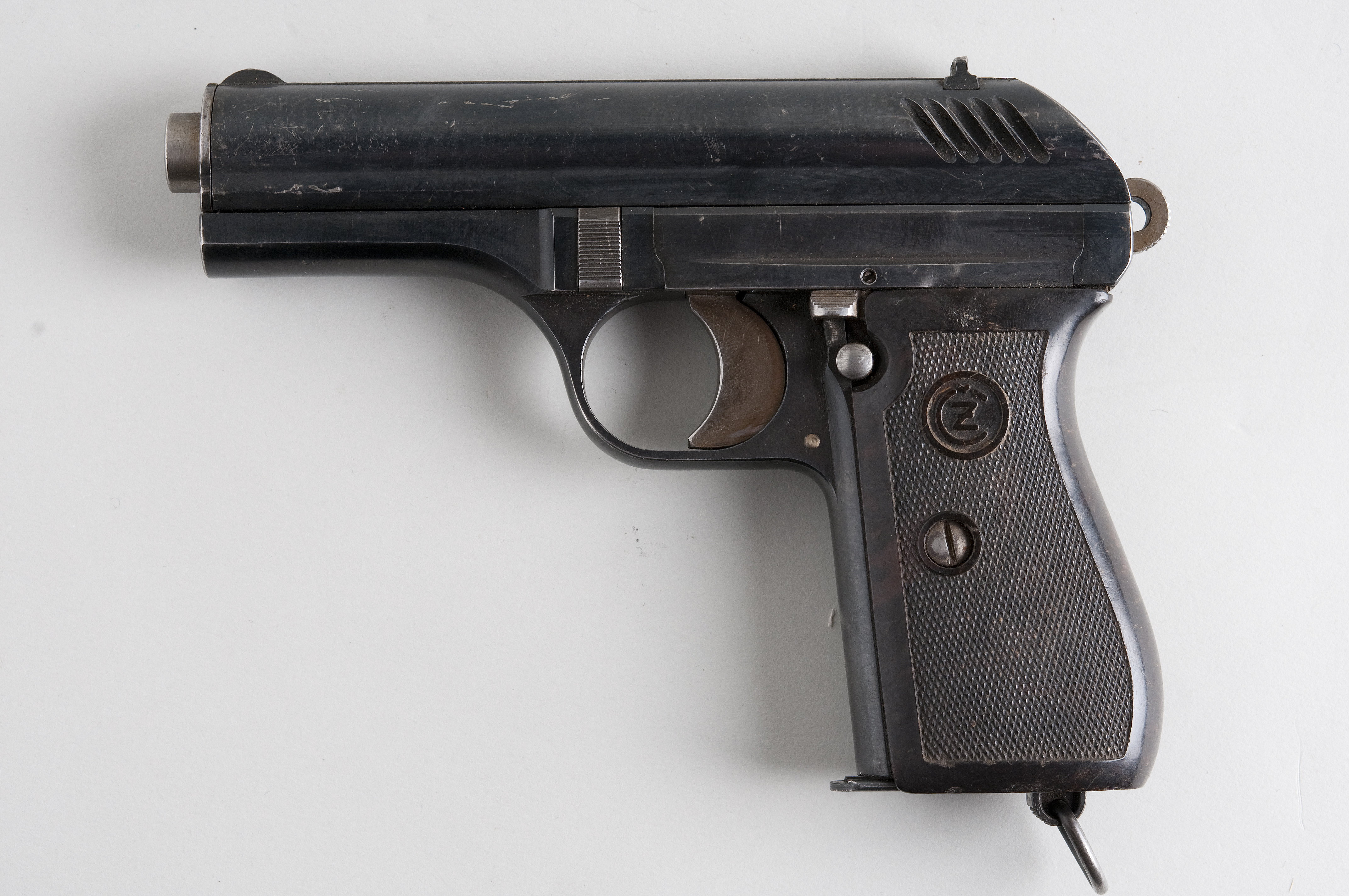
CZ 27
CZ 24 DAO
CZ 29 v ráži 9 mm Parabellum